# Hendrik III van Brunswijk-Grubenhagen
Hendrik III van Brunswijk-Grubenhagen (circa 1416 - 20 december 1464) was van 1427 tot aan zijn dood hertog van Brunswijk-Grubenhagen. Hij behoorde tot het huis Welfen.

## Levensloop
Hendrik was de oudste zoon van hertog Erik I van Brunswijk-Grubenhagen en diens echtgenote Elisabeth, dochter van hertog Otto I van Brunswijk-Göttingen. Na de dood van zijn vader in 1427 erfde hij samen met zijn jongere broers Ernst II en Albrecht II het hertogdom Brunswijk-Grubenhagen. Omdat de drie broers toen nog minderjarig waren, werden ze tot in 1437 onder het regentschap van hertog Otto II van Brunswijk-Osterode geplaatst. Nadat de drie broers volwassen werden verklaard, bleven ze Brunswijk-Grubenhagen gezamenlijk regeren.
In 1447 brak er vete uit tussen Hendrik III en landgraaf Lodewijk I van Hessen, die zich allieerde met de aartsbisschop van Mainz en de hertogen van Brunswijk-Göttingen. Troepen van Lodewijk en diens bondgenoten belegerden het kasteel Grubenhagen, de residentie van Hendrik III, maar de belegering mislukte en de troepen moesten zich terugtrekken. Ook een belegering van het kasteel Salzderheden verliep zonder veel succes.
In 1464 stierf Hendrik III, waarna zijn zoon Hendrik IV hem opvolgde als hertog van Brunswijk-Grubenhagen. Hij werd bijgezet in het Alexanderklooster van Einbeck.

## Huwelijk en nakomelingen
Hendrik huwde in 1457 met Margaretha (1425-1491), dochter van hertog Jan I van Sagan. Ze kregen twee zonen:
- Otto (1458), jong gestorven
- Hendrik IV (1460-1526), hertog van Brunswijk-Grubenhagen